# Гранати
Грана́ти, однина гранат (лат. granatum, дос. «зернисте»; назва зумовлена тим, що мінерал трапляється у вигляді червоних зерен) — група мінералів ортосилікату острівної структури.

## Етимологія та історія
Гранати використовувалися з часів бронзової доби як дорогоцінні камені та абразиви.
Термін «гранат» (лат. granatus) вперше був введений у середні віки і походить від латинського слова granum, що означає зерно або ядро, або granatus — зернистий або багатий на ядраю Це відображає наявність мінералу в зернах, які схожі на насіння граната (Punica granatum). Крім того – опосередковано позначає колір квіток, плодів і насіння граната від оранжево-червоного до червоно-фіолетового. 
Гранати вже в давнину використовувалися як дорогоцінні камені. У середні віки вони були відомі разом з рубінами і шпінелями під назвою карбункул (також відомий як гранат) — більшість з них походили з Індії того часу. Слово «карбункул» як стара метафора червоного гранату виникло в 13 столітті через середньоверхньонімецьке carbunkel («виразка, карбункул», ймовірно, під впливом середньоверхньонімецького vunke «іскра») з давньофранцузької «карбонкль» або латинська форма carbunculus («маленьке розжарене вугілля»), від латинського carbo («вугілля»).
В українській науковій літературі гранати вперше описано в лекції «Про камені та геми» Ф.Прокоповича, яка читалася в Києво-Могилянській академії у 1705—1709 рр.

## Опис мінералу
Всі види гранатів мають схожі фізичні властивості та кристалічні форми, але відрізняються за хімічним складом. Самоцвіти, напівдорогоцінне каміння. Різновидами є піроп, альмандин, спесартин, гросуляр, уваровіт, андрадит та ін. Загальна формула А32+В23+(SiO4)3, де А32+ — Mg, Fe, Са, Mn; В23+ — Al, Fe, Cr, V, Mn, Ti4+, Zr4+ і інш.
За одним з підходів, гранати складають дві серії твердих розчинів: піроп-альмандин-спесартин (піральспіт), з діапазоном складу [Mg, Fe, Mn]3Al2(SiO4)3; і уваровіт-гросуляр-андратит (уграндит) з інтервалом складу Ca3[Cr, Al, Fe]2(SiO4)3.
За іншим підходом гранати включають 15 ізоструктурних мінералів, які за хімічним складом поділяються на 6 мінеральних видів: альмандин-піроп, альмандин-спесартин, спесартин-гросуляр, гросуляр-андрадит, уваровіт-гросуляр і шорломіт.
Сингонія кубічна. Густина 3,51—4,25. Твердість 6,5—7,5. Колір — від безбарвного до чорного.
Гранати зустрічаються у масивній або гранульованій формі, але часто також у вигляді макроскопічних кристалів, які можуть важити до 700 кг.

### Класифікація за Штрунцем
Уже в застарілому 8-му виданні систематики мінералів за Штрунцем група гранатів належала до загального розділу «острівних силікатів (незосилікатів)» і мала систематичний номер VIII/A.08 та складалася з таких членів: альмандин, андрадит, кальдерит, голдманіт, гроссуляр, генрітерміт, гібшит, гольтстаміт, гідрограндіт (дискредитований у 1967 році як непотрібна назва групи), катоїт, кімзеїт, кноррінгіт, мажорит, морімотоіт, піроп, шорломіт, спессартин, уваровіт, вадаліт і яматоїт (дискредитований через ідентичність з момоїтом).
9-е видання класифікації мінералів Штрунца, востаннє оновлене в 2009 році, також класифікує групу гранатів у відділі «острівних силікатів». Однак це далі підрозділяється відповідно до можливої присутності інших аніонів і координації залучених катіонів, так що група гранату з номером системи 9.AD.25 відповідно до складу членів Альмандин, Андрадит, Блітіт, Кальдерит, Голдманіт, Гросуляр, Генрітермієрит, Гібшит, Гольтстаміт, Гідроандрадит, Катоїт, Кімзеїт, Кноррінгіт, Майорит, Момоїт (IMA 2009-026), Морімотоіт, Піроп, шорломіт, спесартин, скіагіт, уваровіт і вадаліт у підрозділі «Острівні силікати без додаткових аніонів»; катіони в октаедричній і зазвичай більшій координації.

### Класифікація мінералів Дани
Система класифікації мінералів Дани, яка в основному використовується в англомовних країнах, також класифікує групу гранатів у відділі «острівних силікатних мінералів». Однак тут вона поділяється на ряди піралспіту (51.04.03a), уграндиту (51.04.03b), шорломіту-кімзеїту (51.04.03c), гідрогранатів (51.04.03д) і тетрагональних гідрогранатів (51.04.04) в рамках підрозділу «Острівні силікати: групи SiO4 тільки з катіонами в координації [6] і >[6].

### IMA/CNMNC
Перераховані вище класичні класифікації визначають супергрупи (класи) на основі їх складу та поділяють їх відповідно до структурних критеріїв.
Сучасна класифікація гранатів, розроблена Міжнародною мінералогічною асоціацією (IMA) у 2013 році, виглядає протилежним чином. Вона визначає супергрупу гранатів на основі типу структури та поділяє її на 5 груп і декілька окремих мінералів відповідно до хімічних аспектів, заряду катіонів у тетраедрично координованій позиції Z. Крім того, додано класифікацію відповідно до розподілу заряду на позиціях решітки та додано гіпотетичні кінцеві елементи.

## Утворення та поширення
Гранати особливо поширені в метаморфічних породах, таких як гнейс, слюдяний сланець або еклогіт. Вони також зустрічаються в магматичних породах і осадових гірських породах, важких мінеральних розсипах (берегові відкладення, річкові відкладення).
Точний хімічний склад завжди пов'язаний із складом навколишньої породи: наприклад, багатий магнієм піроп часто зустрічається в перидотитах і серпентинітах, тоді як зелений уваровіт зустрічається переважно в серпентинітовій породі, що містить хром.
Більшість гранатів, знайдених у природі, походять із США, Південної Африки та Шрі-Ланки. У США гранати видобувають при їх вмісті у руді бл. 8 %. Великі родовища гранату існують в
Австралії, Канади, Китаю, Індії. 
Крім того, гранати є в Чехії, Бразилії, Індії, на Мадагаскарі; Польщі (Снєжніцький масив, Совині гори, Карконоше, Єзерські гори); у Норвегії зафіксовані найбільші кристали гранату (найбільший екземпляр мав діаметр 2,5 м і важив 37 тонн); США — штат Нью-Йорк (найбільший кристал мав масу 1500 кг), Арізона (топазоліти). Ресурси гранатів розвідані також в Чилі, Чехії, Росії та Туреччині, Пакистані, Іспанії, Таїланді та Україні.
Гранати здавна відомі на території України. В Україні присутній на Закарпатті та в межах Українського щита. В Україні є родовища гранатів багаті за вмістом корисного компоненту, наприклад, Іванівське родовище граніту (Поділля), у гранітному відсіві якого міститься до 27 % гранатів, запаси руди складають понад 25 млн т.

## Різновиди
Розрізняють:

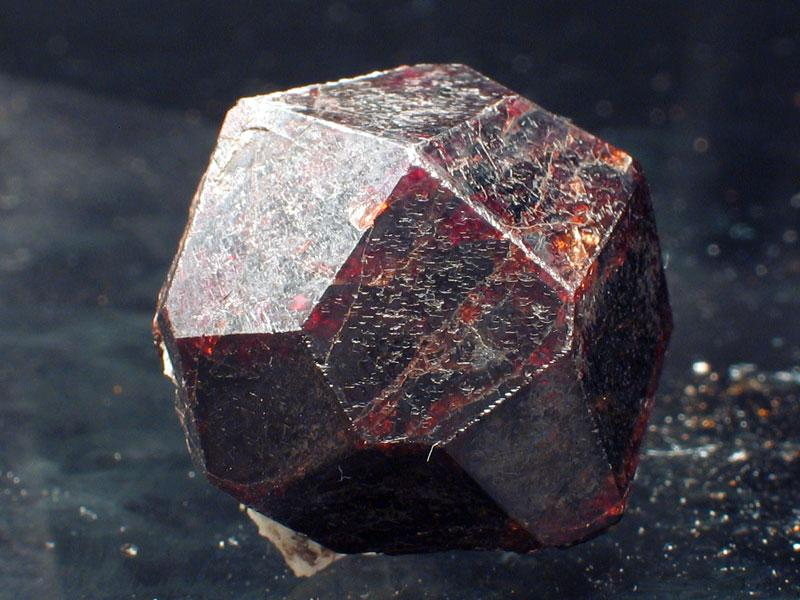
Кристал гранату

- гранат бериліїстий (відміна спесартину, яка містить до 0,39 % ВеО);
- гранат білий (1. — те саме, що гросуляр; 2. — лейцит); гранат благородний (прозорі відміни альмандину та піропу);
- гранат бобровський (демантоїд);
- гранат богемський (торговельна назва піропу з Чехії);
- гранат ванадіїстий (відміна гросуляру, яка містить до 4,5 % V2O3);
- гранат вапнисто-глиноземистий (гранат кальціїсто-алюмініїстий);
- гранат вапнисто-залізистий (гранат кальціїсто-залізистий);
- гранат вапнисто-хромистий (гранат кальціїсто-хромистий);
- гранат везувійський (застаріла назва лейциту);
- гранат глиноземистий (гранат, який містить глинозем: гросуляр, піроп, альмандин, спесартин);
- гранатжад (гросуляр);
- гранат залізисто-алюмініїстий (альмандин);
- гранат залізисто-глиноземистий (альмандин);
- гранат залізний (гранат, до складу якого входить Fe2O3: кохарит, скіагіт, кальдерит, андрадит, меланіт);
- гранат звичайний (андрадит);
- гранат зелений (уваровіт);
- гранат ітріїстий (відміна гранату, яка містить до 1,5—3 % оксидів рідкісних земель ітрієвої групи; рідкісний);
- гранат кальціїстий (1. гросуляр; 2. — андрадит);
- гранат кальціїсто-алюмініїстий (застаріла назва гросуляру та гесотиту);
- гранат кальціїсто-залізистий (застаріла назва андрадиту);
- гранат кальціїсто-хромистий (застаріла назва уваровіту);
- гранат колінський (альмандин із Коліна, Чехія);
- гранат лужний (загальна зайва назва для мінералів групи содаліту);
- гранат магнезіально-глиноземистий (піроп);
- гранат магнезіо-алюмінієвий (піроп);
- гранат магнезіо-фероалюмінієвий (піроп);
- гранат магніїсто-алюмініїстий (піроп);
- гранат магніїсто-глиноземистий (піроп);
- гранат марганцевистий (спесартин);
- гранат марганцевисто-алюмініїстий (спесартин);
- гранат м'ясо-червоний (гесоніт);
- гранат олов'яний (застаріла назва каситериту);
- гранат сибірський (альмандин);
- гранат сирійський (торговельна назва альмандину, привезеного з Сирії);
- гранат скан-діїстий (відміна гранату, яка містить до 0,2 % Sc2O3);
- гранат смоляний (відміна андрадиту смоляно-чорного кольору);
- гранат східний (торговельна назва альмандину, привезеного зі Сходу);
- гранат тетраедричний (помилкова назва гельвіну);
- гранат титановий (відміна андрадиту, яка містить до 17,3 % ТіО2);
- гранат хромистий (відміна гранату з Нижньотагільського дунітового масиву, яка містить від 8,80 до 12,29 % Cr2O3);
- гранат чорний (загальна назва андрадиту, меланіту, нігрину, шорломіту).

Найпоширеніші природні алюмінієві та кальцієві гранати.
Штучні гранати синтезовані у ХХ ст. З кінця 1930-х років американська компанія «Белл телефон» виділила в окремий напрямок своєї діяльності — департамент з дослідження та вирощування гранатів. Крім того, успішні експерименти по створенню штучних гранатів виконало ряд науковців. У 1950 р. синтезовано гросуляр і спесартин, 1951 р. — ітрієво-алюмінієвий гранат, 1955 р. — піроп та альмандин. Пізніше (й до сьогодні) імітують гранат з допомогою фіанітів — штучних каменів, які фарбують у потрібний відтінок. У спеціальних лабораторіях вирощують якісні гідротермальні гранати.
Способи отримання синтетичних гранатів включають подрібнення низькоякісної натуральної сировини мінералу, стабілізація кольору, розплавлення шихти з сухого порошку і утворення твердої фази - власне кристалу.
Розрізняють три принципово різні способи отримання синтетичних гранатів: з розплавів; з розчинів; із парової фази.

## Використання
Гранат відомий і як дорогоцінний камінь, і як абразивна сировина, що використовується в промисловості. Світове виробництво гранатових концентратів складає близько 300 тис. тонн в рік і зосереджене у США, Австралії та Індії і становить біля 300 тис. т. на рік. Потреба в гранаті західноєвропейських країн становить понад 30 тис. тонн в рік.
Основний метод збагачення — гравітаційний і флотація.

## У літературі
У романі української письменниці Наталії Гурницької «Мелодія кави у тональності кардамону» (третя частина, 6 розділ) згадується про подаровані головній героїні прикраси, оздоблені гранатами: «Він поклав їй на долоню золоті з гранатами кульчики, перстень та медальйон із ланцюжком».

## Галерея

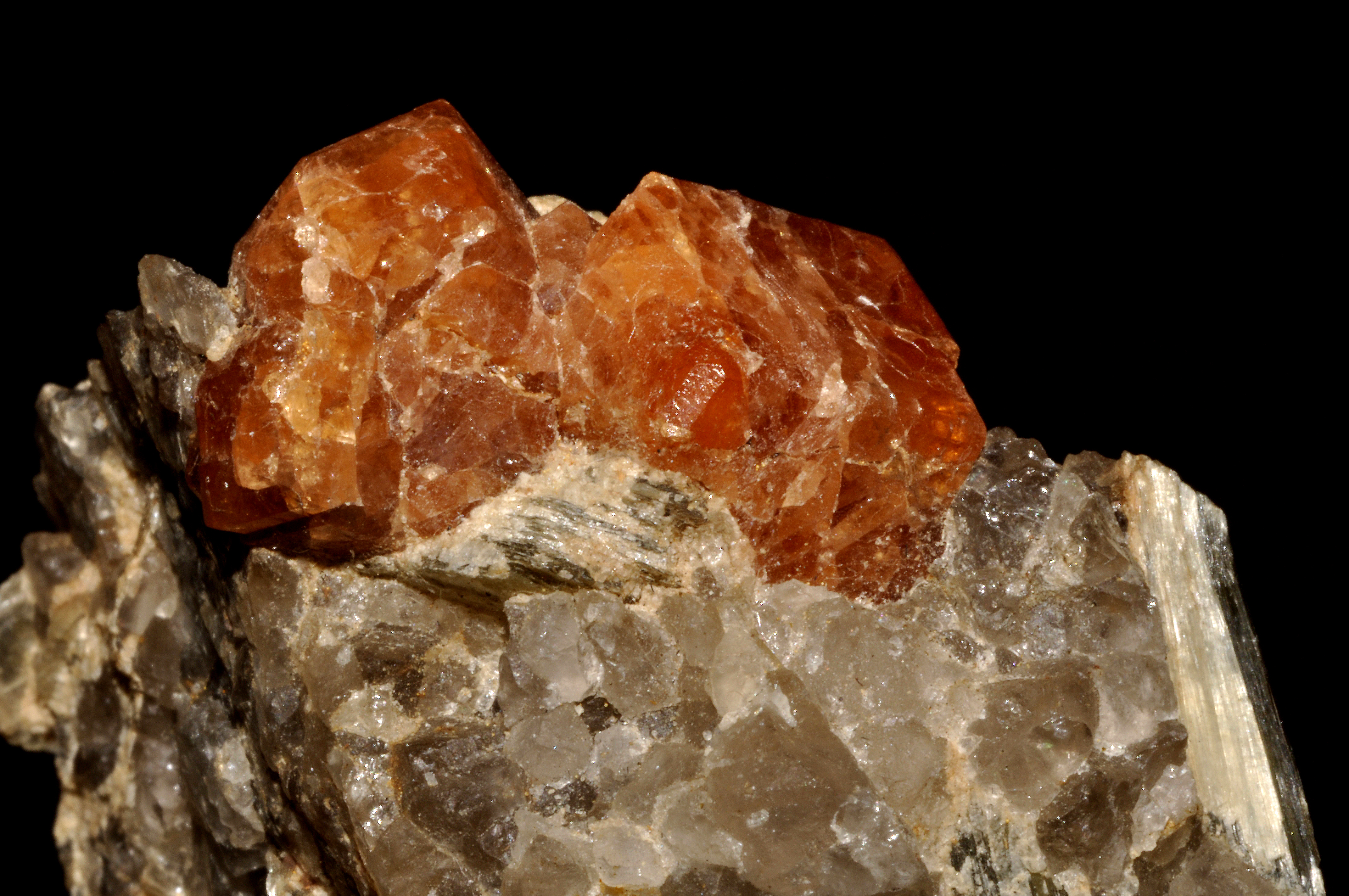
Альмандин
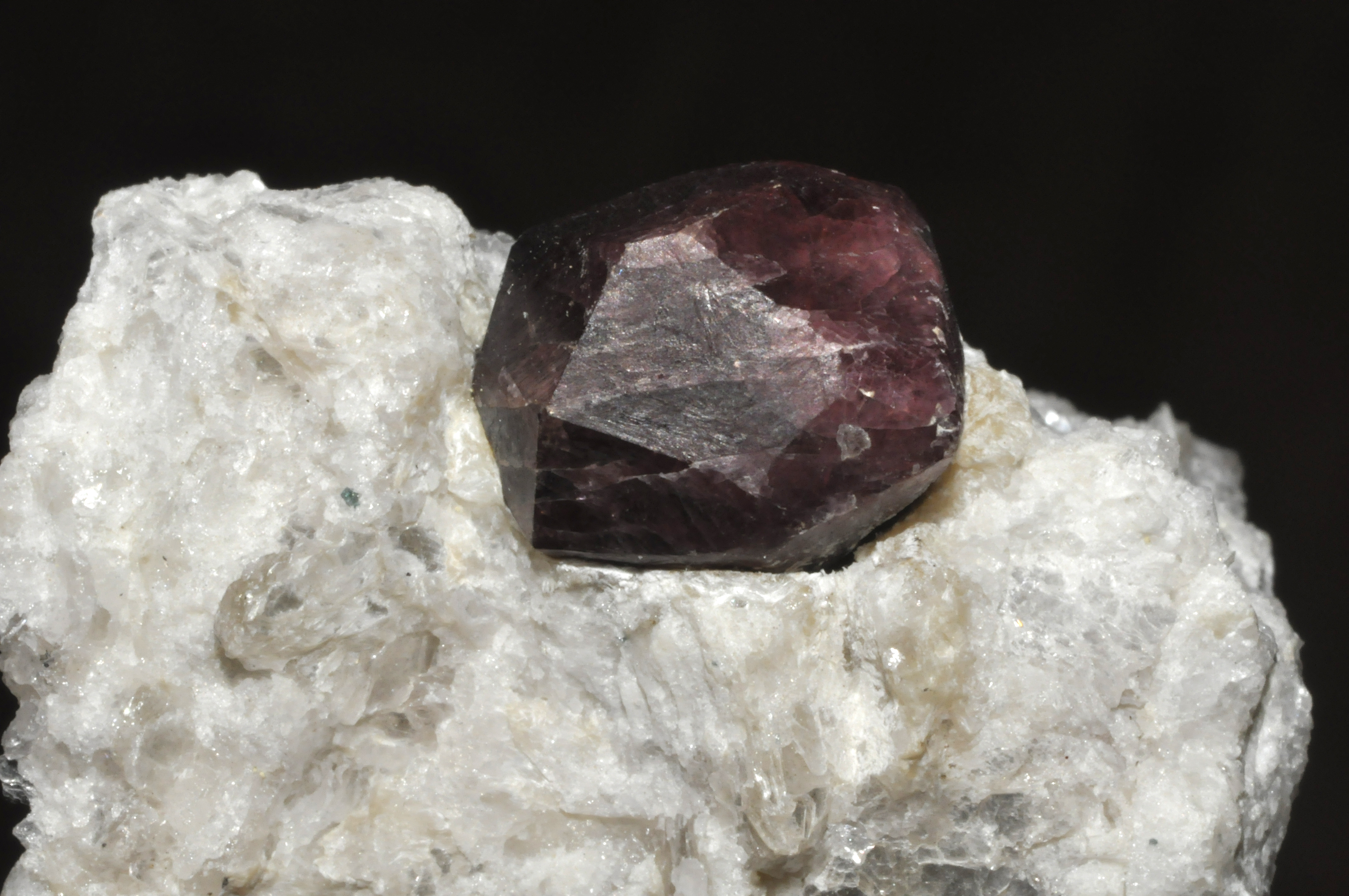
Піроп
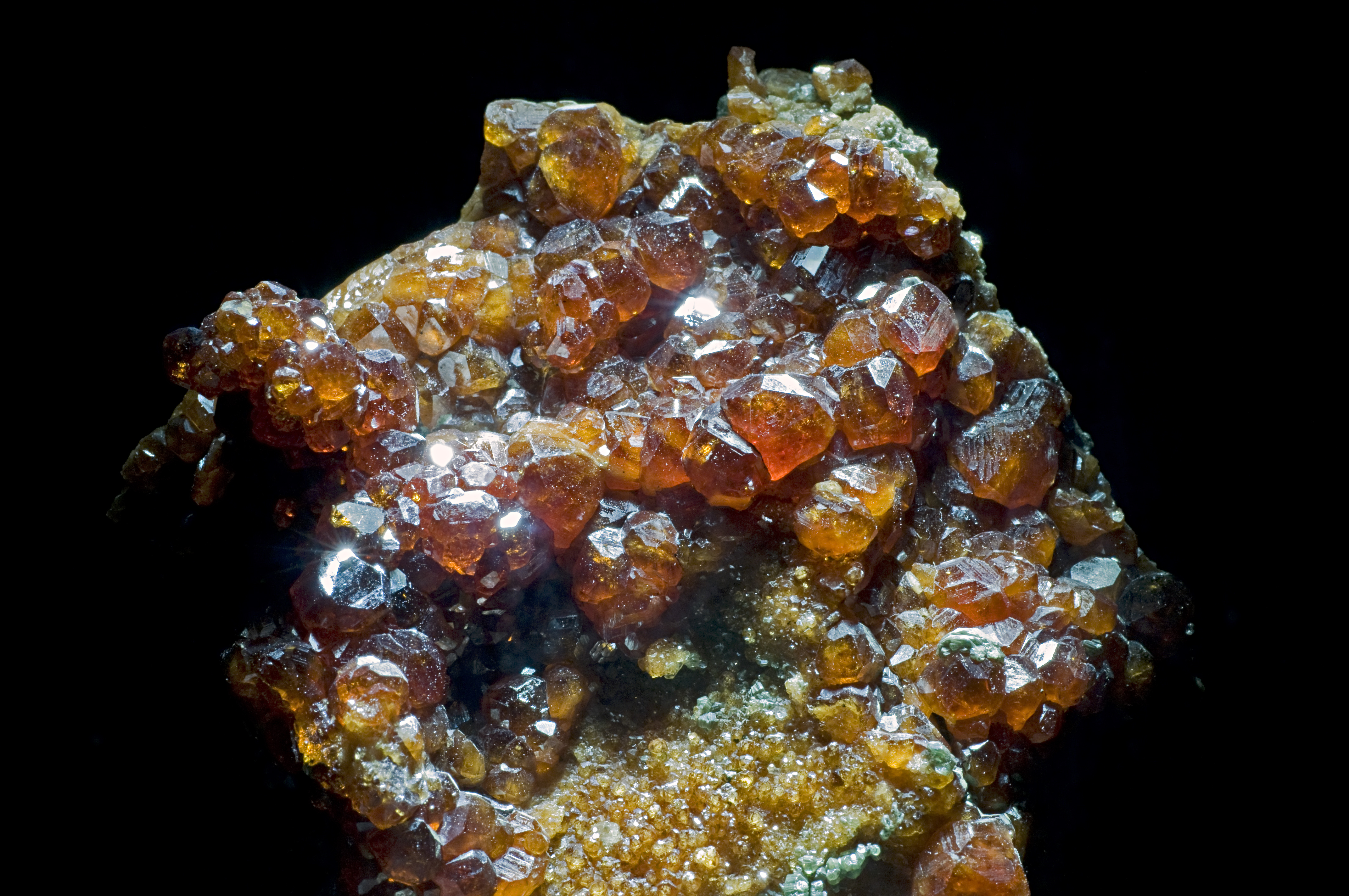
Гросуляр
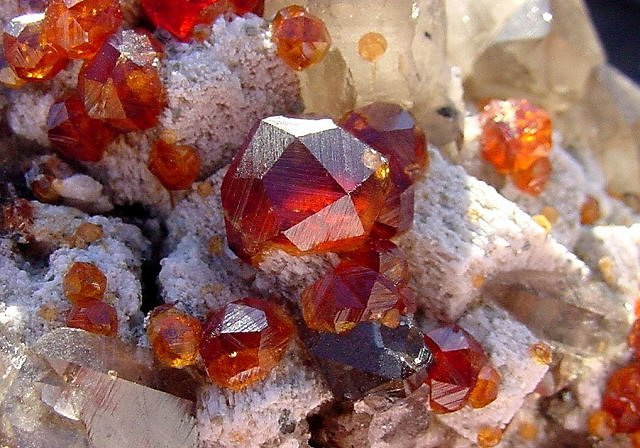
Спесартин
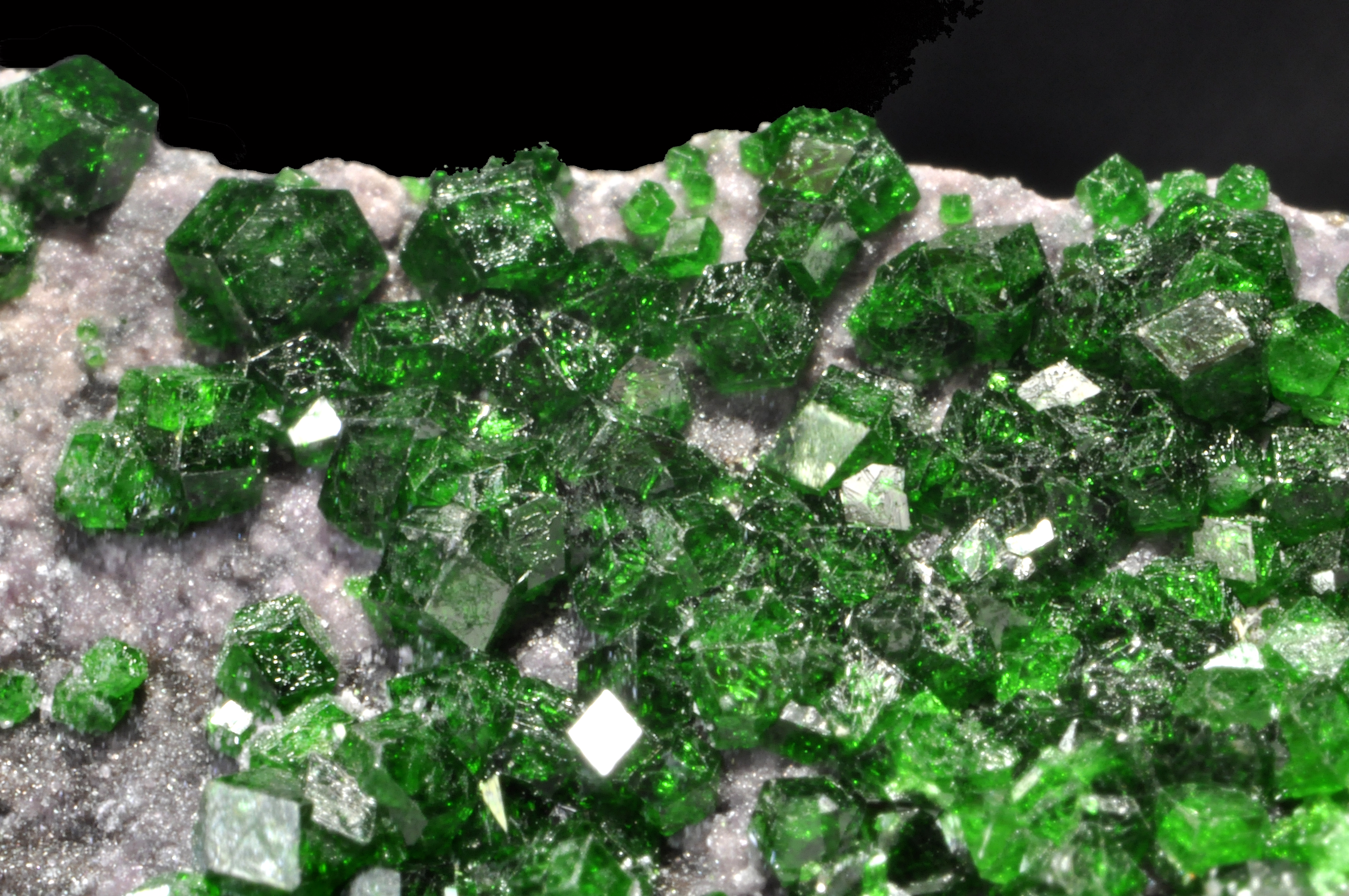
Уваровит, Росія
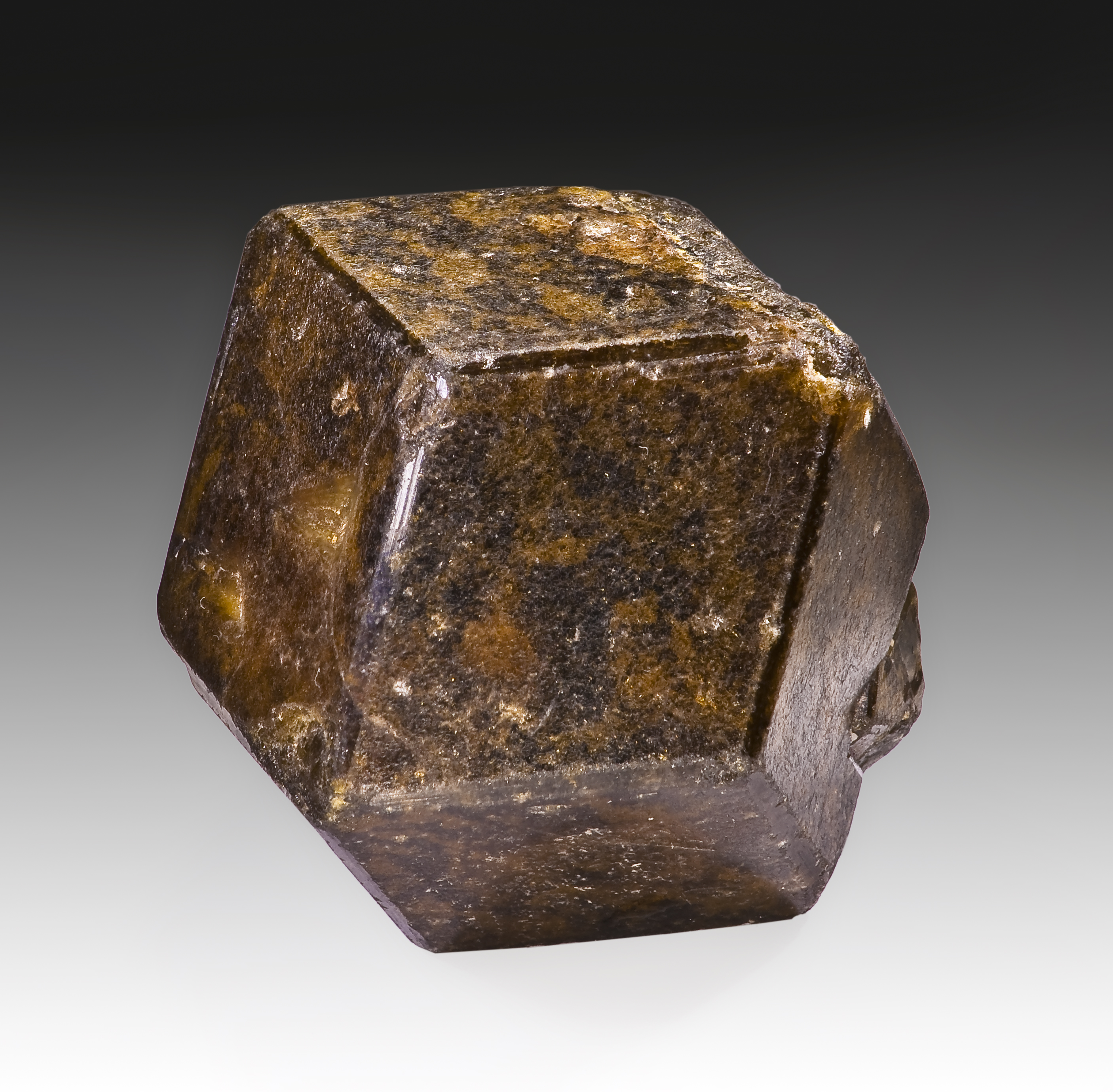
Андрадит, Малі
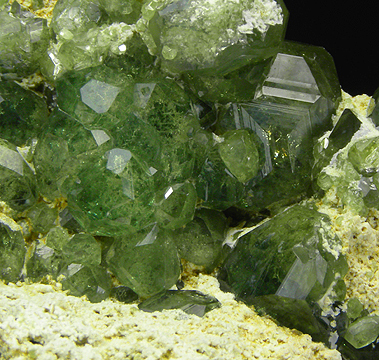
Зелений андрадит: демантоїд, Мадагаскар
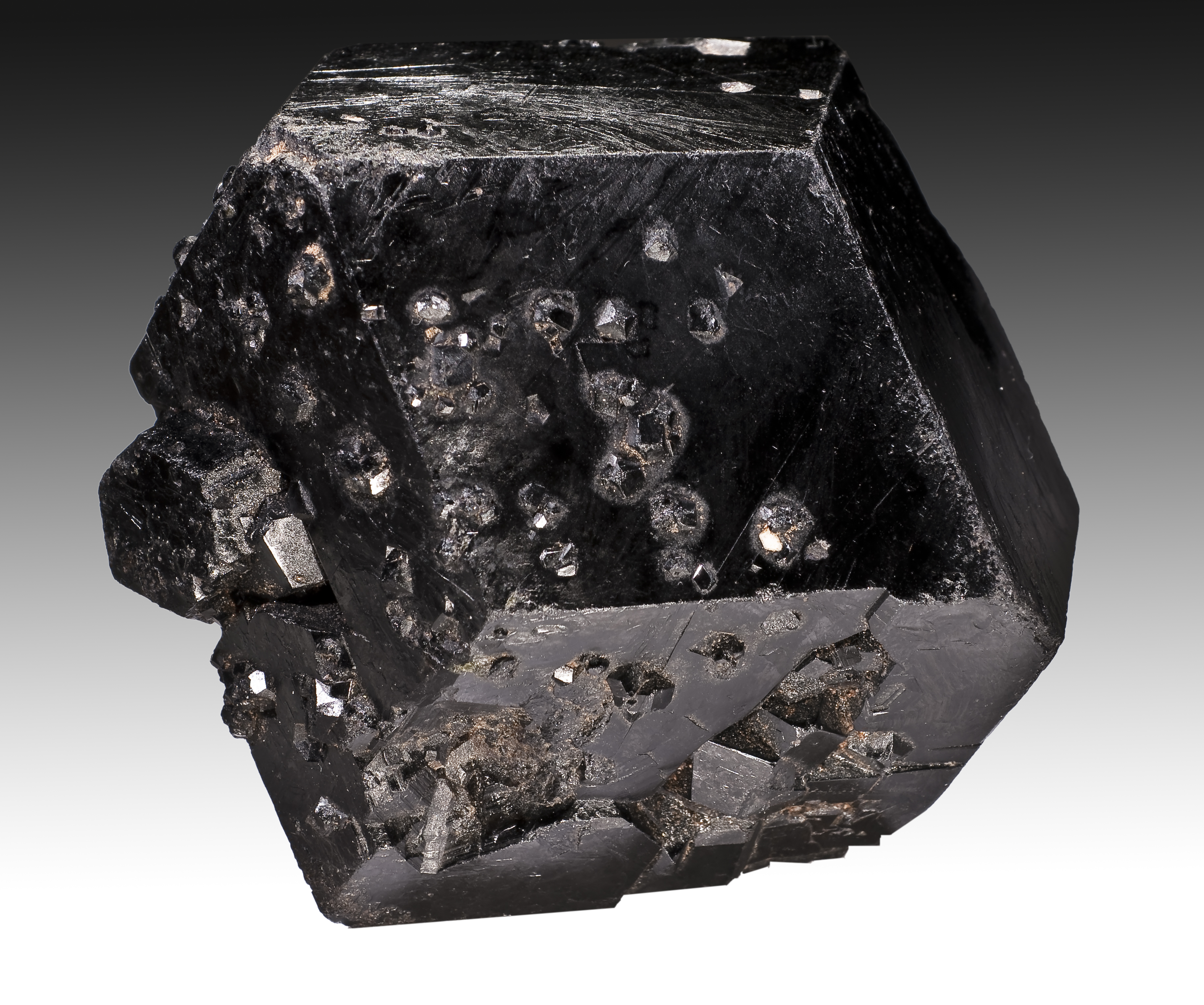
Чорний андрадит: меланіт
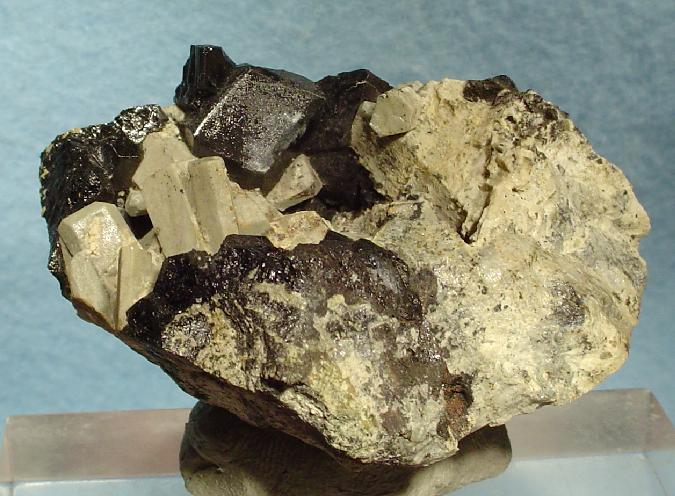
Шорломит, Марокко
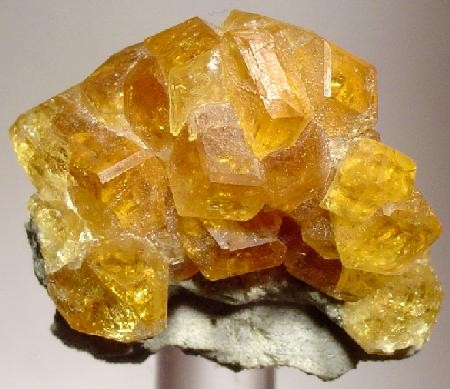
Жовтий андрадит: топазоліт
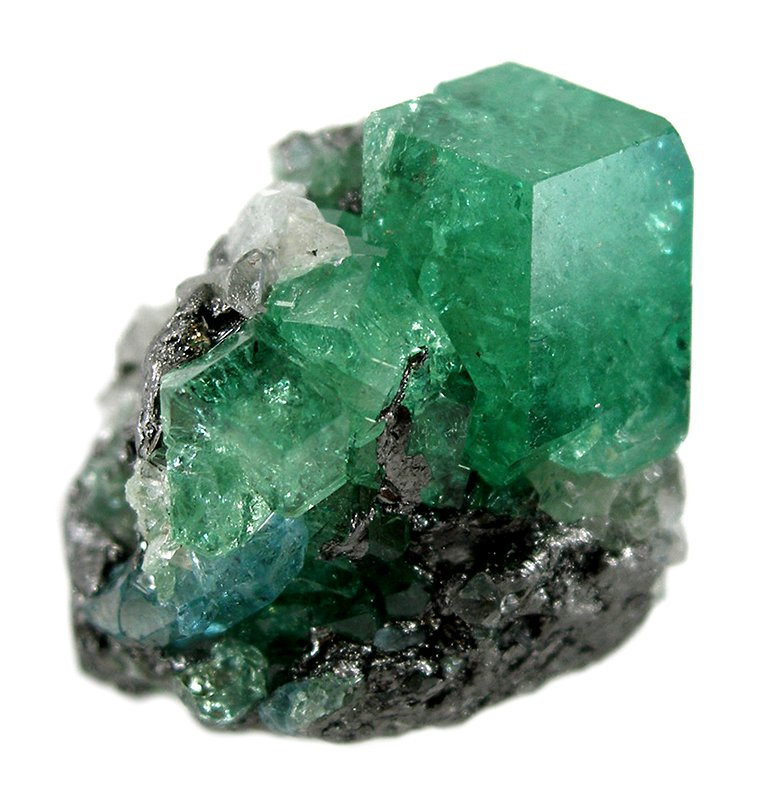
Цаворит
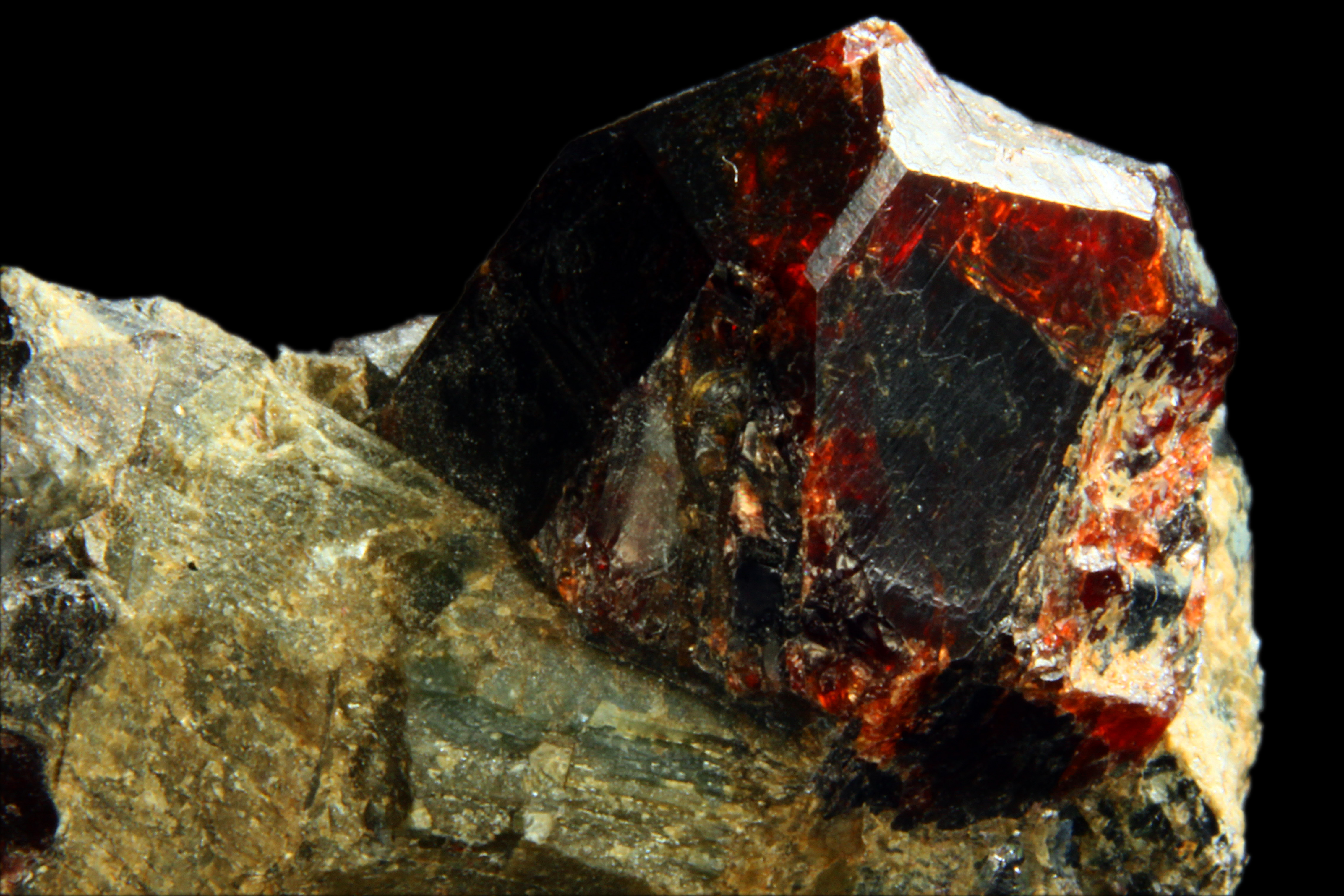
Кальдерит